# (808) Merxia
(808) Merxia ist ein Asteroid des mittleren Hauptgürtels, der am 11. Oktober 1901 vom italienischen Astronomen Luigi Carnera (1875–1962) in Heidelberg entdeckt wurde.
(808) Merxia ist Namensgeber der Merxia-Asteroidenfamilie. Aufgrund seiner hellen, silikatreichen Oberfläche gehört er zum Spektral-Typ S.

## Benennung
Der Asteroid wurde nach Adalbert Merx (1838–1909), einem Theologen und Orientalisten, benannt. Der Entdecker Luigi Carnera war in Heidelberg Assistent von Max Wolf (1863–1932), einem Pionier der Astrofotografie. Adalbert Merx war der Schwiegervater von Max Wolf. Auch der von Wolf entdeckte Asteroid (330) Adalberta wurde seinem Schwiegervater zu Ehren benannte.